# CNN Líderes
CNN Líderes foi um programa de entrevistas brasileiro produzido e transmitido pela CNN Brasil e exibido pela emissora às segundas-feiras às 00h, com publicação pelo perfil do canal de notícias no YouTube.
O programa era ancorado pela jornalista Raquel Landim e saiu do ar em 20 de dezembro de 2020.

## Ligações Externas
- Site oficial da CNN Brasil
- Lista de entrevistas em vídeos na plataforma YouTube